# Игор Вукојевић
Игор Вукојевић (Добој, 1975) српски је пјевач забавне музике из Републике Српске. Године 2007. такмичио се на Беовизији.

## Фестивали
Пјесма Медитерана, Будва:
- За љубав створена, '95
- Оаза, 2003
- Мазо моја / Ловац и плијен, 2004
- Само да знаш, 2005
- Преварен, 2006
- Срце не пита, 2007

Београдско пролеће:
- Желим да те имам, '98

 Ваш шлагер сезоне, Сарајево:
- Глумица, '99

Међународни фестивал Форте, Сарајево:
- 1100 степени, 2000

БиХ избор за Евросонг:
- Срце не пита, треће место, 2003
- Јабука, 2005

Бања Лука:
- Рингишпил (Вече забавне музике), 2003

Радијски фестивал, БиХ:
- Вјечна робија, награда Златни хит, 2006

Беовизија:
- Добро те знам, 2007

Мелодије Мостара:
- Суза за пут, 2003
- Бура, 2009
- Кишни човјек, 2010

## Дискографија
- Рат и мир (1996)
- Јужније Од Душе (1999)
- Само она (2001)
- Рингишпил (2003)
- Бијело злато (2005)
- Ловац И Плијен (2010)
- Генерална Проба (2012)
- Иду Године (2015)